# Castillo de Palafolls
El castillo de Palafolls es un edificio militar medieval situado en lo alto del «cerro del Castillo» en el municipio de Palafolls y cerca de la costa. La fortaleza se encuentra en la cresta de una montaña alargada y de poca elevación que se extiende de noroeste a sureste y casi paralela al río Tordera. Muy en ruinas, fue construido dominando la panorámica del curso bajo y la llanura fértil del río Tordera, en un lugar estratégico para controlar el camino real de Gerona a Barcelona por la costa. Se convirtió en centro de la importante baronía de Palafolls en el condado de Gerona, jurisdicción se extendía por los actuales términos de Malgrat de Mar, Palafolls, Santa Susana y parte de Blanes.
El nombre deriva de Palatiolo y hay indicios de que el lugar estaba fortificado de mucho antes. Las aguas del Tordera, aprovechadas con acequias y valles, servían para regar las tierras y para los molinos trigueros, papeleros y textiles que se establecieron en enfiteusis, monopolio de la baronía. Esta tenía notaría propia, alcalde, ensayos y juez ordinario, y la ferrería (actual núcleo de Les Ferreries). La actividad comercial marítima fue importante en el siglo XV a través del cargador de la playa de Vilanova.

## Historia
Está mencionado en 968 en la fundación del monasterio benedictino de San Pablo en la moderna San Pol de Mar. En el año 1002 aparece en el alodio de Palazol en un documento de los condes de Barcelona Ramón Borrell y Ermesenda de Carcasona, a favor del vizconde de Gerona Sunifredo. Esto hace creer en la existencia de una fuerza estratégica prefeudal perteneciente a los vizcondes de Gerona, que dominaría la parte baja de la Tordera y la vía de acceso a la costa del Maresme y a Barcelona.
En el año 1035 pertenecía a Humberto de Sesagudes. Su hija Guisla se casa con Bernardo Gausfredo, el cual recibe la Castellanía de Palafolls, junto con el castillo de Montpalau, en el que encontraremos mencionado como señor en el 1104. Sus descendientes ya se apellidan Palafolls. Su apellido mantuvo la posesión del castillo y del término en señoría menor, pues el mayor la recibieron los vizcondes de Gerona y de éstos los de  Cabrera. Así, el año 1129, firma como testigo Berengario de Palafolls. También en este siglo XII se menciona a Bernardo de Palafolls. En el siglo siguiente (1229) Guillem de Palafolls acompañó Guillem de Montcada a la conquista de la isla de Mallorca junto a Jaime I el Conquistador. Es en este siglo XIII que se empieza a ampliar el primer recinto del castillo y se construye un segundo recinto de dimensiones considerables.
Cuando la familia Palafolls estuvo afianzada en el dominio del castillo de Palafolls, quedó como señora, si bien el dominio superior o la jurisdicción criminal que competía al rey fue traspasado a los poderosos vizcondes de Cabrera, a los que el señor de Palafolls tenía que hacer vasallaje. Según consta en las constituciones de los dominios de los Cabrera de 1358, inicialmente, su término, con curia y notaría propias, comprendía la parroquia de Sant Genís de Palafolls, parte de la de Sant Pere de Pineda, donde se formó la de Santa Susana, y algunos caseríos de la parroquia de Tordera, en la llanura de Sabanell y S'Auguer, ahora de Blanes. Esto, dicho en términos modernos, comprendía los actuales municipios de Palafolls, Santa Susana y parte de Blanes, territorio en aquella época poco poblado y boscoso.
El núcleo que tuvo carta puebla por concesión de Berenguer de Palafolls y Constanza, en el año 1245, fue Vilanova de Palafolls, que hoy es Malgrat. La nueva población, favorecida con nuevos privilegios por los Cabrera en los años 1382 y 1423, se independizó parroquialment de Sant Genís de Palafolls en 1559, cuando la población tenía ya cincuenta familias. La plena independencia civil lo obtuvo avanzado el siglo XVIII. Santa Susana no formó municipio propio hasta principios del siglo pasado y se originó en una iglesia situada en el antiguo valle de Alfatà o valle de Santa Susana, sometida hasta entonces a la parroquia de Pineda de Mar. El centro administrativo de esta baronía era el lugar de las Ferreries, dicho también Palafolls. El hijo de estos señores, Guillermo, impuso duranmente, en algunos casos, a los sus vasallos la obligación de construir casas y caminos. También atrajo personas para repoblar estas tierras concediendo franquicias. En el censo realizado entre 1365 y 1370 el castillo tenía declarados 202 fuegos.
Hacia el año 1370, en época de Pedro III de Aragón, y tras un grave enfrentamiento entre la nobleza catalana y la pequeña nobleza sin dominios de importancia. El rey Pedro apoyó a estos últimos, que formaron una liga llamada «convinença» los caballeros de Cataluña, designaron cuatro conservadores para dirigir la lucha, uno de los cuales fue Guillem de Palafolls. Esta contienda le convirtió también en consejero de armas del monarca, al que vendió el 31 de marzo de 1381 el castillo de Palafolls, a cambio de que el rey le vendiera el castillo de Ariza (Aragón) con sus dominios por el precio de 30.000 libras barcelonesas. Así, la antigua familia señora de Palafolls pasó a residir en tierras aragonesas donde, con los años, se pasarían a llamar Palafox y se convirtieron en marqueses de Ariza. Al año siguiente, en 1382, el monarca vendió el castillo al vizconde Bernardo IV de Cabrera por 21.000 libras barcelonesas. De esta manera la fortaleza entraba a formar parte de la poderosa familia gerundense. Este noble se casó con Timbor de Prades, bisnieta de Jaime II de Aragón, y el monarca por los servicios prestados, lo nombró conde de Módica. Sirvió también a Martín el Joven como capitán general de Sicilia y en 1400 combatió en Chipre.
Durante la guerra contra Juan II (1462-1472) las poblaciones del Maresme se pusieron al lado de Barcelona. Los seguidores de la Diputación del General ocuparon los castillos de Montpalau y Palafolls a Bernat Joan de Cabrera, muy adicto a la causa del rey, y se los dieron al navarro Bertran de Armendaris, que había sido un acérrimo partidario del príncipe de Viana y que por ello se le confió la vigilancia de la tierra, en favor del condestable de Portugal, Pedro IV de Cataluña. Bertran de Armendaris murió en 1474, y sus herederos aceptaron compensaciones económicas de Anna de Cabrera por la posesión de Palafolls. Así, en 1477 el castillo volvió s ser propiedad de los Cabrera.
En la segunda guerra remensa, tras el asalto de 1485 por parte de los campesinos en la notaría del castillo de Montpalau, que incendiaron, Enrique II de Ampurias, lugarteniente general de Cataluña, ordenó que fuera bien guardado el castillo de Palafolls. Hacia el siglo XVI se hicieron algunas reformas para reforzar las defensas de la costa contra el peligro de los piratas, pero más tarde cayó en desuso y durante los siglos XVII y XVIII entró en una decadencia irreversible. Como todas las posesiones de los Cabrera, en 1572 pasó a los Montcada y de éstos, en 1722,a los Medinacelli, momento en que ya quedaban pocas paredes en pie, estos tuvieron la propiedad hasta que pasó al Estado español, en 1880.

## Arquitectura

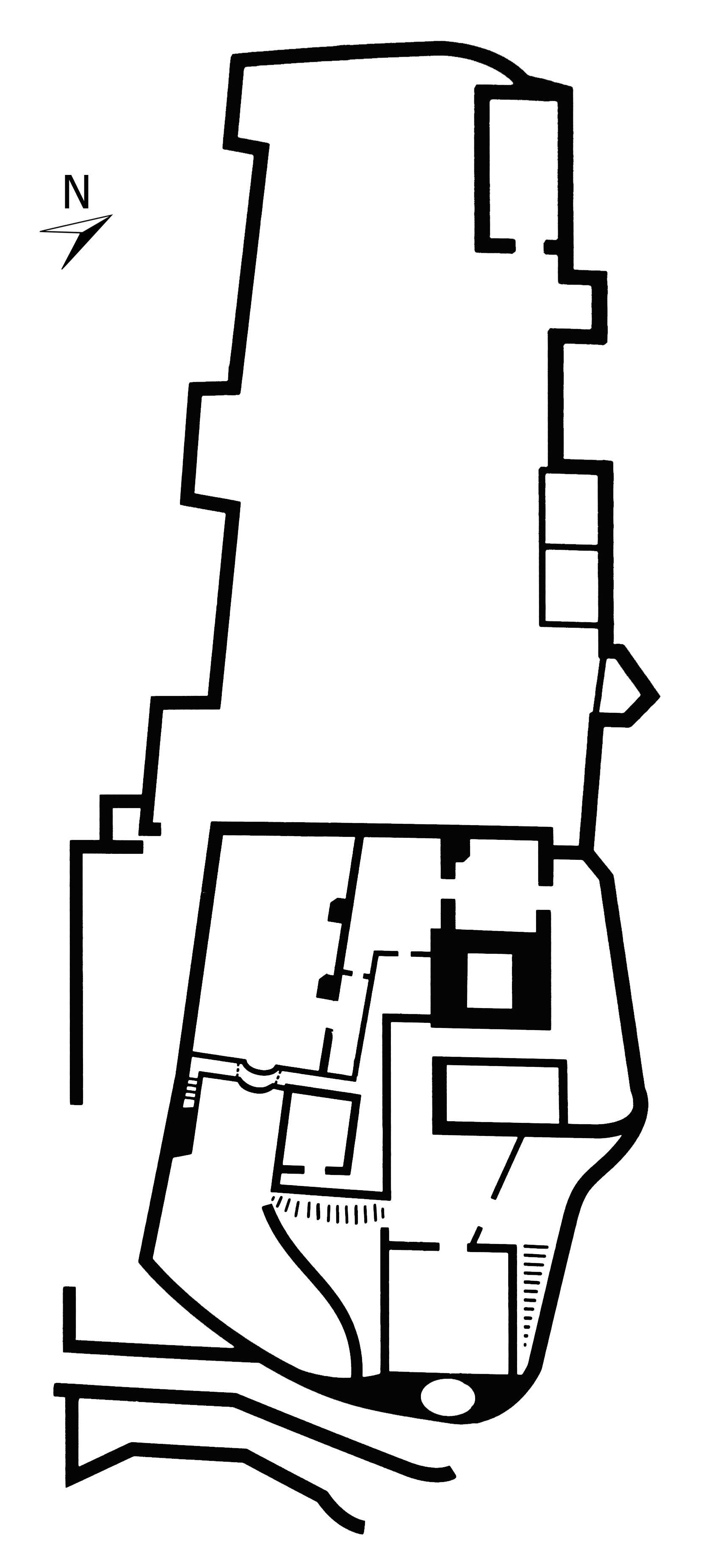
Plano del castillo de Palafolls.

Los restos que se conservan del castillo de Palafolls son de finales del siglo X hasta el siglo XIV, alcanzando su tamaño actual. La planta del castillo, de forma alargada, es bastante compleja, dividida entre la parte soberana y la exterior. El emplazamiento, con los acusados desniveles de la montaña, determina esta irregularidad, con un desequilibrio manifiesto en las masas de construcción, ya que las más fuertes y destacadas deben agruparse en la cumbre que se alza en el extremo meridional de la montaña, mientras el recinto exterior se prolonga hasta el norte para cubrir toda la longitud del alargado plano. Aun así, el conjunto presenta una planta aproximadamente rectangular dentro de la cual se acumulan los edificios residenciales en la mitad meridional y más elevada.
La torre del homenaje se apoya sobre el lado más escarpado, el oriental. El núcleo residencial está organizado en su entorno. En la parte occidental, el terreno también tiene una inclinación muy pronunciada. Los lados estrechos del rectángulo resultarían los más vulnerables, y por eso se fortificaron de una manera especial.
El recinto soberano es de planta poligonal y está en el extremo sureste. De esta zona destaca un gran salón -del que sólo quedan los arcos-, una cisterna cubierta con bóveda de cañón donde todavía se perciben las marcas del encañizado, y la capilla, restaurada modernamente y que a principios del siglo XX conservaba restos de pinturas románicas en el ábside.
En el recinto inferior, al norte, se han encontrado los restos más antiguos. Encontramos una serie de ambientes dispuestos con un formato de ángulo alrededor de un espacio descubierto. El recinto inferior, de época gótica, forma una gran plaza de armas, un espacio rectangular que conserva buena parte de los muros y restos de una torre cuadrada en su interior.
|                                  |
| Vista general desde el exterior. |

|                 |
| Vista interior. |

|                                                  |
| Vista interior desde el adarve sobre la capilla. |